# Élection présidentielle américaine de 1964
L'élection présidentielle américaine de 1964 est la quarante-cinquième élection présidentielle depuis l'adoption de la Constitution américaine en 1787. Elle se déroule le mardi 3 novembre 1964.
Elle intervient moins d'un an après l'assassinat du président John F. Kennedy. Les candidats en lice sont le démocrate Lyndon B. Johnson, président sortant, et le républicain conservateur, Barry Goldwater, sénateur de l'Arizona.
Lyndon Johnson remporte l'élection avec 61,1 % des voix et 44 états contre 38,5 % des suffrages et six États à Barry Goldwater. Avec 22,7 % de voix d'écart, c'est le meilleur score pour un candidat à l'élection présidentielle depuis 1820 et le cinquième plus large de l'histoire des présidentielles américaines entre 1900 et 2024.
Le succès de Johnson est en partie attribué au fait que Goldwater était issu de la branche ultra-conservatrice du Parti républicain qui souhaitait abolir le système de sécurité sociale et conduire le pays dans un conflit direct avec l'Union soviétique. L'élection est notamment marquée par la première publicité politique négative symbolisée par le court-métrage nommé Daisy. Pour la première fois de leur histoire, plusieurs États du Sud votaient à cette occasion pour un candidat républicain. Il s’agit également de la première élection où les primaires d’un des deux grands partis (en l’occurrence du Parti républicain) voient se présenter une femme et un asio-américain.

## Conditions d'éligibilité
Ne peuvent se présenter, selon l'article II section première de la Constitution, que les citoyens américains:
- Américains de naissance ;
- âgés d'au moins 35 ans ;
- ayant résidé aux États-Unis depuis au moins 14 ans.

Depuis l'adoption du XXIIe amendement en 1947 par le Congrès et sa ratification en 1951, les anciens présidents qui ont déjà été élus deux fois ne sont plus éligibles.
L'ancien président Herbert Hoover, qui n'a effectué qu'un seul mandat complet, était donc éligible pour se présenter. Il meurt le 20 octobre 1964 à deux semaines du vote.

## Les primaires

### Parti démocrate

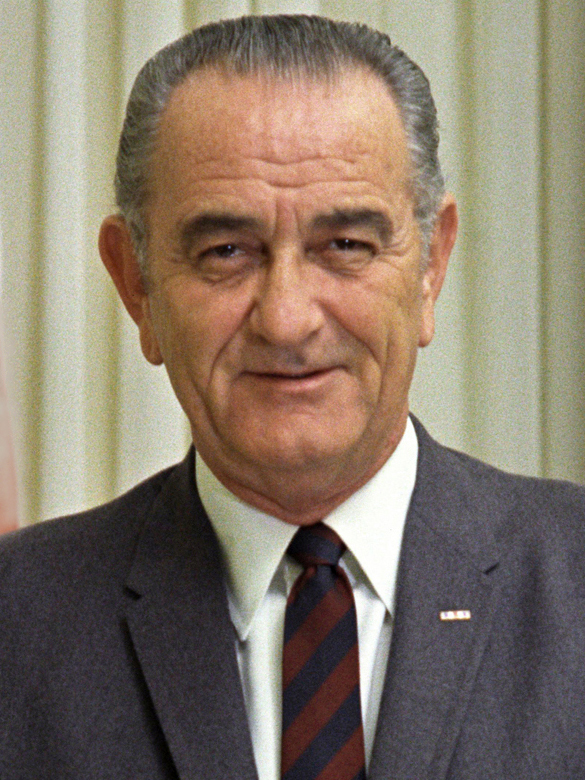
Lyndon B. Johnson, président des États-Unis
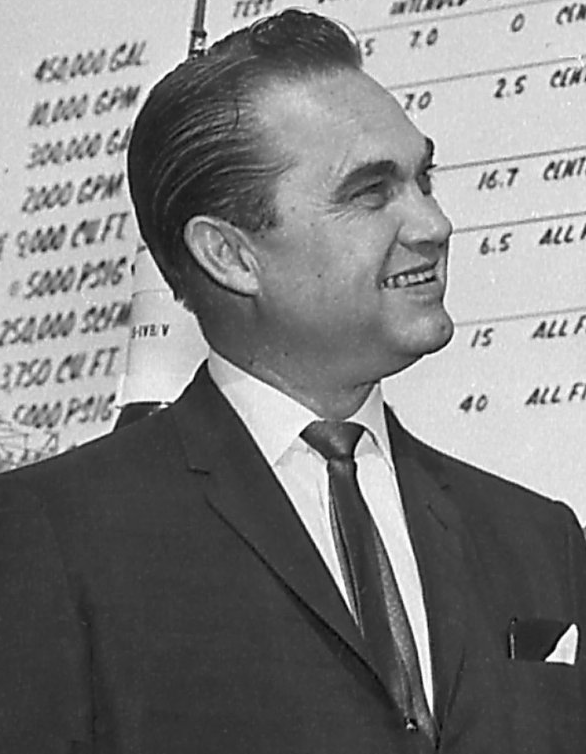
George Wallace, gouverneur de l'Alabama

### Parti républicain

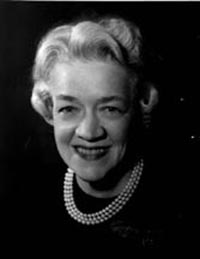
Margaret Chase Smith, sénatrice du Maine
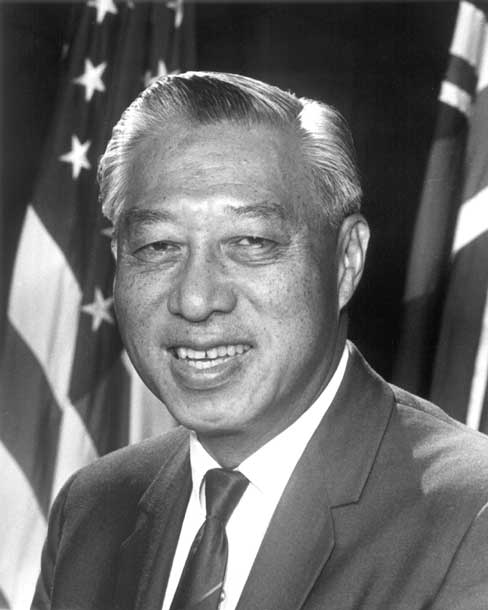
Hiram Fong, sénateur d'Hawaï
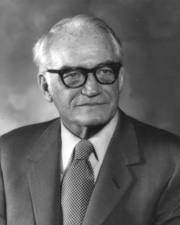
Barry Goldwater, sénateur de l'Arizona
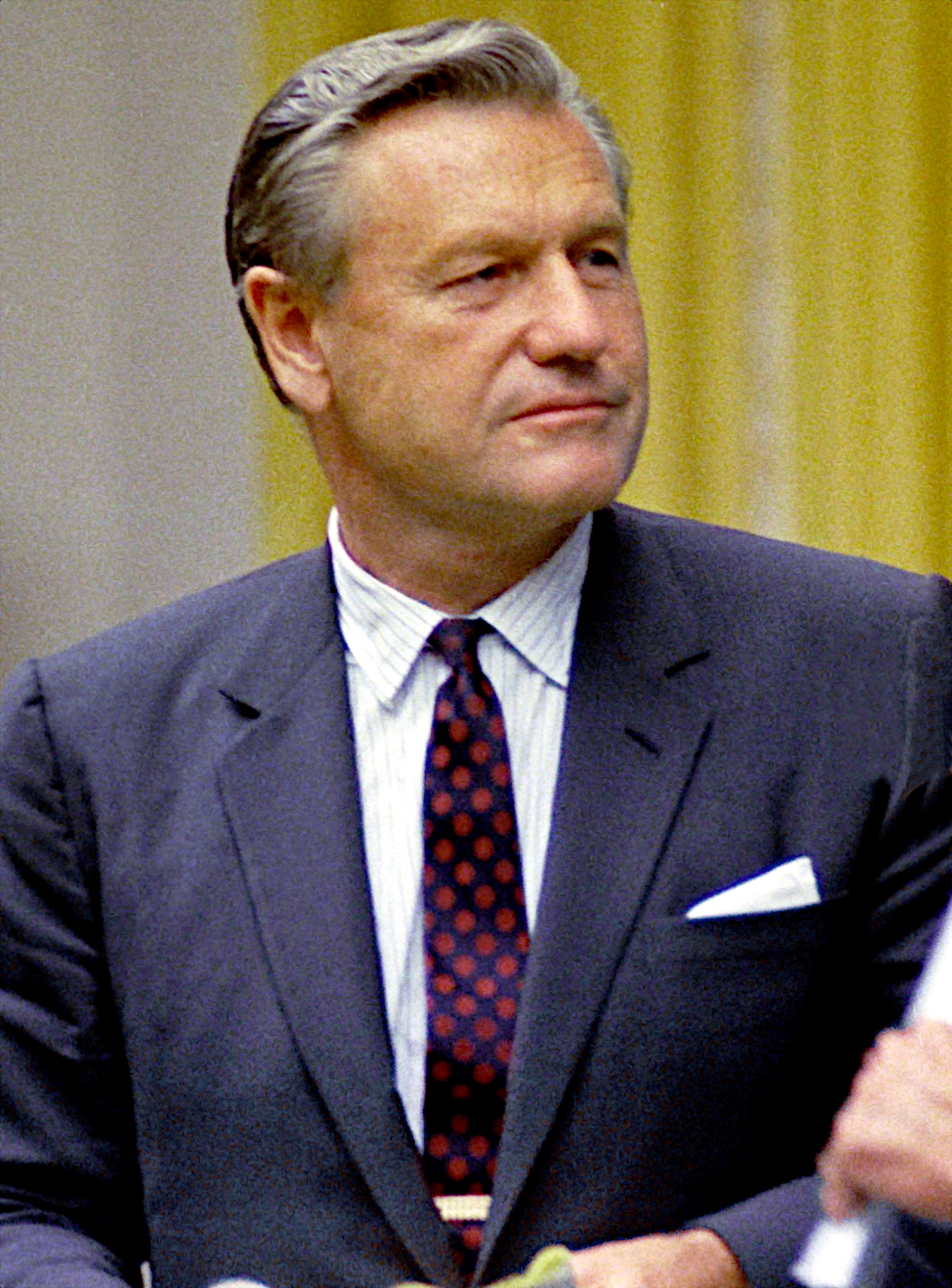
Nelson Rockefeller, gouverneur de New York
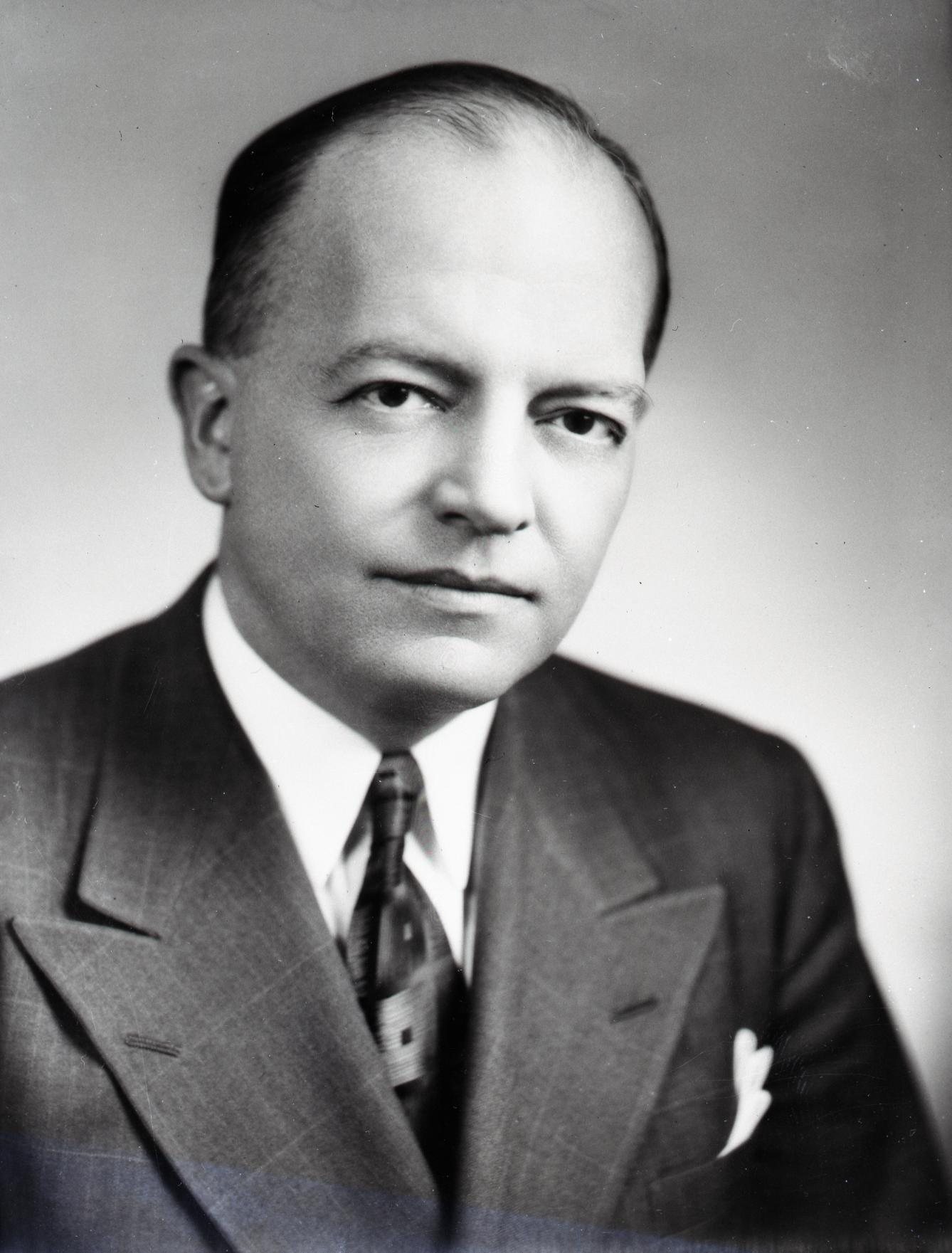
Harold Stassen, ancien gouverneur du Minnesota
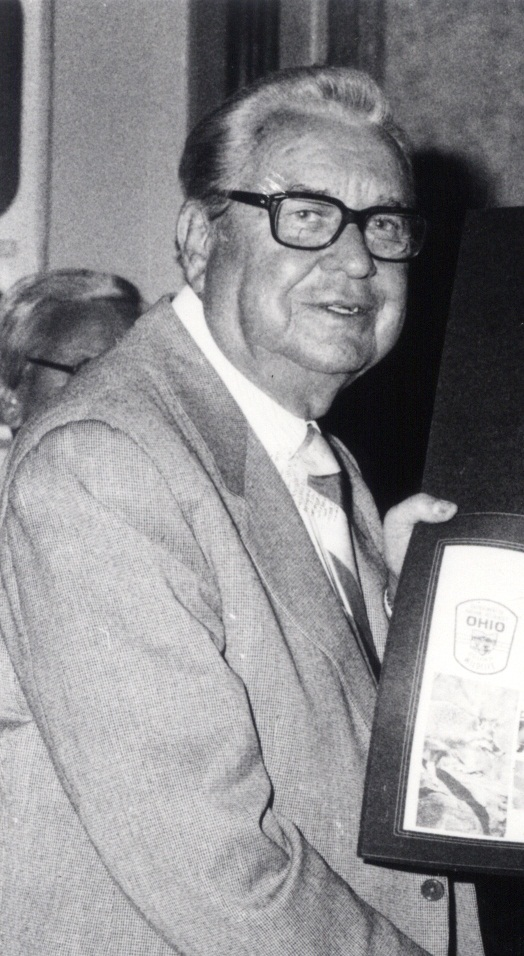
James A. Rhodes, gouverneur de l'Ohio

## Résultats
| Inscrits                 | Inscrits                 | Inscrits                 | 114 090 000 |             |  |  |
| Abstentions              | Abstentions              | Abstentions              | 43 448 461  | 38,08 %     |  |  |
| Votants                  | Votants                  | Votants                  | 70 641 539  | 61,92 %     |  |  |
|                          |                          |                          |             |             |  |  |
| Bulletins enregistrés    | Bulletins enregistrés    | Bulletins enregistrés    | 70 641 539  |             |  |  |
| Bulletins blancs ou nuls | Bulletins blancs ou nuls | Bulletins blancs ou nuls | 0           | 0 %         |  |  |
| Suffrages exprimés       | Suffrages exprimés       | Suffrages exprimés       | 70 641 539  | 100 %       |  |  |
|                          |                          |                          |             |             |  |  |
|                          | Candidat                 | Parti                    | Suffrages   | Pourcentage |  |  |
|                          | Lyndon B. Johnson        | Parti démocrate          | 43 129 040  | 61,05 %     |  |  |
|                          | Barry Goldwater          | Parti républicain        | 27 175 754  | 38,47 %     |  |  |
|                          | Autres candidats         | -                        | 336 745     | 0,48 %      |  |  |

| Inscrits                 | Inscrits                 | Inscrits                 | 538       |             |  |  |
| Abstentions              | Abstentions              | Abstentions              | 0         | 0 %         |  |  |
| Votants                  | Votants                  | Votants                  | 538       | 100 %       |  |  |
|                          |                          |                          |           |             |  |  |
| Bulletins enregistrés    | Bulletins enregistrés    | Bulletins enregistrés    | 538       |             |  |  |
| Bulletins blancs ou nuls | Bulletins blancs ou nuls | Bulletins blancs ou nuls | 0         | 0 %         |  |  |
| Suffrages exprimés       | Suffrages exprimés       | Suffrages exprimés       | 538       | 100 %       |  |  |
|                          |                          |                          |           |             |  |  |
|                          | Candidat                 | Parti                    | Suffrages | Pourcentage |  |  |
|                          | Lyndon B. Johnson        | Parti démocrate          | 486       | 90,33 %     |  |  |
|                          | Barry Goldwater          | Parti républicain        | 52        | 9,67 %      |  |  |

C'est la dernière élection à ce jour qu'un démocrate remporta les États d'Alaska (seule victoire démocrate à ce jour), d'Idaho, de Dakota du Nord, de Dakota du Sud, du Wyoming, du Nebraska, du Kansas, d'Utah et d'Oklahoma.

## Divers
Chacun des deux partis lança sa propre marque de soda comme outil de campagne publicitaire : Gold Water (pour slogan : The right drink for the conservative taste) et Johnson Juice (pour slogan : A drink for health care),.
Bien que Goldwater ait publiquement souhaité que le nom n'affecte pas la popularité du soda Gold Water, qui fit succès en Californie et au Texas, il décrivit publiquement le gout comme étant infect,.